# ハロルド・バッド
ハロルド・バッド (Harold Budd、1936年5月24日 - 2020年12月8日)は、アメリカ合衆国の作曲家であり、ピアニストである。

## 略歴
カリフォルニア州ロサンゼルス出身である彼は幼少期をモハーベ砂漠で過ごし、幼い頃には電話線を吹き抜ける風によって生じる騒音に興味を覚えたという。
彼が作曲家としてスタートしたのは1962年のことである。それから後の数年間、地方の前衛的なコミュニティですばらしい名声を集めた。1966年に彼は南カリフォルニア大学の作曲コースを卒業した。
大学卒業後、音楽の制作を進めていくにしたがって彼の作曲はますますミニマル的に変貌していった。彼の実験的な作品のうちでも単調な二つの作品が「Coeur d'Orr」と「Oak of the Golden Dream」という作品である。「Oak of the Golden Dream」はバリ島のスレンドロ音階を用いている。「Lirio」と題した長い形式のソロ曲を作った後に、彼はミニマリズムと前衛音楽に自らの限界を感じた。1970年に彼は一時的に作曲を中止し、カリフォルニア芸術大学の教職に就いた。ダニエル・レンツ、ジーン・ボーウェン、ジェームズ・テニー、ジョン・ボールデサリーらと活動を共にする。
2年後、彼は教職に就いたまま作曲家として再デビューした。1972年から1975年の間、彼は「The Pavilion of Dreams」というタイトルにまとめられた、4つの自主制作作品を作曲した。それらの作品のスタイルはポピュラー・ジャズと前衛音楽を変わった方法で混ぜ合わせたものであった。
1976年に協会の教職を辞職し、その新しい曲のレコーディングに着手した。レコーディングはイギリスのアンビエントミュージックの創始者であるブライアン・イーノのプロデュースにより進められた。2年後、ハロルドは再デビュー・アルバムである『ザ・パビリオン・オブ・ドリームス』をイーノのレーベルである「オブスキュア・レコード」からリリースした。
彼は独創的でありながら活発にアンビエントミュージックのスタイルを追究していった。ブライアン・イーノとの合作であるアルバム『アンビエント2／ザ・プラトウ・オブ・ミラー』とアルバム『パール』をリリースしたときから、次第に彼の特徴である浮遊した感覚のピアノスタイルを確立していった。アルバム『ラブリー・サンダー』では精巧な電子音のテクスチャーを披露した(シンクラヴィアを導入)。テーマ的な作品である2000年発表のアルバム『The Room』ではミニマリスト的アプローチへの回帰が見られる。
また、カリフォルニア芸術協会からの仲間で、イーノとのコラボレーションにも参加しているジーン・ボーウェンと1981年にCantil Recordsを設立、3枚のアルバムを制作している。
2020年12月8日、新型コロナウイルス感染症（COVID-19）による合併症のため死去した。84歳没。

## ディスコグラフィ

### アルバム
- The Oak of the Golden Dreams / Coeur D'Orr (1970年)
- 『ザ・パビリオン・オブ・ドリームス』 - The Pavilion of Dreams (1978年) ※旧邦題『夢のパヴィリオン』
- 『アンビエント2／ザ・プラトウ・オブ・ミラー』 - Ambient 2: The Plateaux of Mirror (1980年) ※ブライアン・イーノと合作。旧邦題『鏡面界』
- 『サーペント』 - The Serpent (In Quicksilver) (1981年)
- 『パール』 - The Pearl (1984年) ※ブライアン・イーノ、ダニエル・ラノワと合作
- Abandoned Cities (1984年)
- 『ラブリー・サンダー』 - Lovely Thunder (1986年) ※元タンジェリン・ドリームのミヒャエル・ヘーニッヒと共同プロデュース
- 『ムーン・アンド・メロディーズ』 - The Moon and The Melodies (1986年) ※コクトー・ツインズと合作
- Myths 3: La Nouvelle Serenite (1987年) ※ギャヴィン・ブライアーズ、ジョン・ハッセルと合作
- 『ホワイト・アーケード』 - The White Arcades (1988年)
- Agua (1989年) ※コンピレーション
- 『バイ・ザ・ドーンズ・アーリー・ライト』 - By the Dawn's Early Light (1991年) ※ビル・ネルソンが参加
- 『3台のピアノ詩集』 - Music for 3 Pianos (1992年) ※ダニエル・レンツ、ルーベン・ガルシアと合作
- She Is a Phantom (1994年) ※Zeitgeistと合作
- 『スルー・ザ・ヒル』 - Through the Hill (1994年) ※アンディ・パートリッジと合作
- 『グリフ』 - Glyph (1995年) ※エクトル・ザズーと合作
- 『ルクサ』 - Luxa (1996年)
- Walk into My Voice: American Beat Poetry (1996年) ※ダニエル・レンツ、ジェシカ・カラカーと合作
- Fenceless Night: Selections for Cinema 1980–1998 (1998年) ※コンピレーション。プロも盤のみ
- The Room (2000年)
- Three White Roses & A Budd (2002年)
- Jah Wobble's Solaris – Live in Concert (2002年)
- La Bella Vista (2003年) ※ダニエル・ラノワがプロデュースとして参加
- Translucence/Drift Music (2003年) ※ジョン・フォックスと合作
- Avalon Sutra / As Long as I Can Hold My Breath (2004年)
- Mysterious Skin – Music from the Film (2005年) ※ロビン・ガスリーと合作、映画『謎めいた肌』サウンドトラック
- Music for 'Fragments from the Inside' (2005年) ※エラルド・ベルノッチと合作
- Perhaps (2007年)
- After the Night Falls (2007年) ※ロビン・ガスリーと合作
- Before the Day Breaks (2007年) ※ロビン・ガスリーと合作
- A Song for Lost Blossoms (2008年) ※Clive Wrightと合作
- Candylion (2009年) ※Clive Wrightと合作
- Little Windows (2010年) ※Clive Wrightと合作
- Nighthawks, Translucence and Drift Music (2011年) ※37曲3CD。ジョン・フォックス、ルーベン・ガルシアと合作、Translucence & Drift Musicは旧作
- Bordeaux (2011年) ※ロビン・ガスリーと合作
- Winter Garden (2011年) ※Eraldo Bernocchi、ロビン・ガスリーと合作
- In the Mist (2011年)
- Bandits of Stature (2012年)
- Jane 1–11 (2013年)
- Wind in Lonely Fences 1970 – 2011 (2013年)
- Buddbox (2013年) ※7枚組アンソロジー・ボックス
- Jane 12–21 (2014年)
- White Bird in a Blizzard (2014年)

また、ブライアン・イーノ名義のオムニバス作品『ミュージック・フォー・フィルムズIII』(1988年)でも一部の曲に参加している。